# 裴金佳
裴金佳（1963年8月—），男，汉族，福建泉州安溪人，中华人民共和国政治人物。福建省集美财经学校财会专业毕业，中共中央党校函授本科经济管理专业在职大学学历。中国共产党第十九届中央委员会候补委员、第二十届中央委员会委员，现任退役军人事务部部长、党组书记兼中央军民融合发展委员会办公室副主任和全国拥军优属拥政爱民工作领导小组副组长
被广泛认为是习近平派系  閩江新軍其中一员。

## 生平
生于福建省安溪县湖头，1982年9月，裴金佳进入福建省集美财经学校财会专业学习。1984年8月参加工作，进入厦门市财政局工作（1985年9月至1988年6月，在厦门大学自学考试财经专业学习）。1990年12月加入中国共产党。
1990年12月，任厦门市开元区财政局副局长。1992年5月，任开元区财政局局长。1994年1月，任开元区副区长兼区财政局局长（1994年8月至1996年12月，在中央党校函授本科经济管理专业学习）。1996年11月，任中共开元区委常委、副区长兼区财政局局长（其间：1996年11月至1997年11月，参加厦门大学经济系世界经济专业研究生课程进修班学习）。
1999年1月，任中共开元区委副书记、区长。2003年9月，任中共思明区委书记。2006年5月，任厦门市人民政府副市长、中共思明区委书记。2007年1月，任厦门市副市长。
2010年4月，任中共南平市委副书记、代市长、市长。2012年1月，任中共南平市委书记。2015年2月，任中共厦门市委副书记、市长，晋升副部级。2016年9月，任中共厦门市委书记。2016年11月，任中共福建省委常委、中共厦门市委书记。
2018年11月，任中共中央台湾工作办公室、国务院台湾事务办公室副主任。2019年11月兼任国台办机关党委书记。
2022年4月，裴金佳升任退役军人事务部党组书记。同年5月，出任中央军民融合发展委员会办公室副主任，2022年6月14日，不再担任国务院台湾事务办公室副主任职务。2022年6月24日，任退役军人事务部部长。